# Grand Débat (astronomie)
Pour les articles homonymes, voir Grand débat.

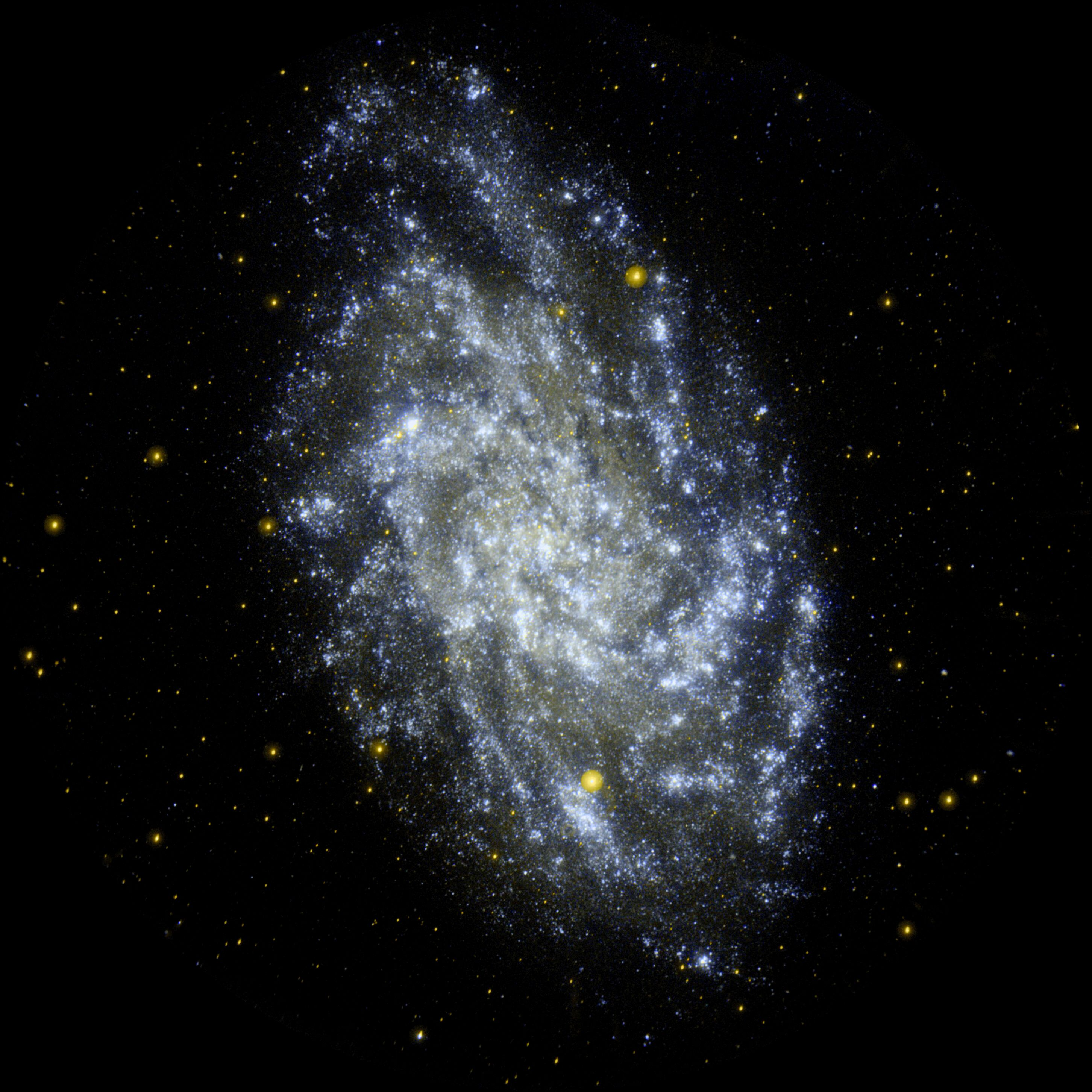
La galaxie du Triangle (M33), au sein de laquelle Edwin Hubble identifie 35 céphéides en 1926, permettant de mesurer sa distance et prouver sa nature extragalactique.

Le « Grand Débat » est le nom donné aux discussions qui ont lieu dans le courant des années 1920 sur la nature de ce qui est à l'époque appelé les « nébuleuses », et qui sont en fait des galaxies situées à l'extérieur de la Voie lactée. Le débat porte sur la nature et la distance de ces objets, et par suite de leur nature galactique ou extragalactique. La date la plus célèbre de ce débat est celle du 26 avril 1920 au musée national d'histoire naturelle des États-Unis (National Museum of Natural History) de la Smithsonian Institution.
Les deux protagonistes de ce débat sont Harlow Shapley et Heber Doust Curtis. Le premier défend l'idée que l'Univers observable ne s'étend pas au-delà de la Voie lactée, le second défendant l'idée contraire, se basant en particulier sur l'observation de nova dans ce qui est aujourd'hui appelé la galaxie d'Andromède.
Le débat bénéficie des observations de Vesto Slipher qui en 1914 détecte un certain nombre de décalages vers le rouge dans certaines de ces nébuleuses, dont l'amplitude, reliée par l'effet Doppler à leur vitesse de déplacement, semble indiquer que ces objets ne sont pas gravitationnellement liés à notre galaxie.
Shapley quant à lui fait part de la détection de mouvements au sein de la nébuleuse d'Andromède, tendant à penser que cet objet est d'extension relativement modeste, et donc proche du Système solaire.
On sait aujourd'hui que ces mesures sont erronées et qu'il n'est pas possible de détecter de mouvements notables au sein de la galaxie d'Andromède sur des échelles de temps de l'ordre de la durée d'une vie humaine. Les éléments qui laissent Shapley penser qu'il observe des mouvements au sein de ces objets ne sont par contre pas connus.
Le Grand Débat est clos en 1924 par Edwin Hubble qui détecte des céphéides et de nombreuses autres étoiles variables dans plusieurs de ces nébuleuses (NGC 6822, M33, M32 et M31 notamment), permettant d'en mesurer la distance et donc de prouver la nature extragalactique de ces objets.